# Chung kết UEFA Europa Conference League 2024
Trận chung kết UEFA Europa Conference League 2024 là trận đấu cuối cùng của UEFA Europa Conference League 2023–24, mùa giải thứ ba của giải đấu bóng đá cấp câu lạc bộ hạng ba của châu Âu do UEFA tổ chức. Trận đấu được diễn ra tại sân vận động Agia Sophia ở Athens, Hy Lạp vào ngày 29 tháng 5 năm 2024 giữa câu lạc bộ Olympiacos của Hy Lạp và câu lạc bộ Fiorentina của Ý.
Olympiacos giành chiến thắng 1–0 sau hiệp phụ để có chức vô địch UEFA Europa Conference League đầu tiên của họ, trở thành câu lạc bộ Hy Lạp đầu tiên giành danh hiệu châu Âu. Với tư cách là đội vô địch, họ lọt vào vòng đấu hạng của UEFA Europa League 2024–25.

## Địa điểm
Ủy ban điều hành UEFA đã chỉ định Sân vận động Agia Sophia làm địa điểm đăng cai trong cuộc họp của họ ở Nyon, Thụy Sĩ vào ngày 28 tháng 6 năm 2023. Sân vận động Agia Sophia ở Athens, được gọi là OPAP Arena vì lý do tài trợ, là sân nhà của AEK Athens. Sân vận động mở cửa vào tháng 9 năm 2022 và có sức chứa 32.500 người. Trận đấu này là trận chung kết một lượt cấp câu lạc bộ UEFA thứ tám được diễn ra ở Hy Lạp, sau khi đăng cai ba trận chung kết Cúp C1 châu Âu/Champions League (vào năm 1983, 1994 và 2007), ba trận chung kết Cup Winners' Cup (vào năm 1971, 1973 và 1987) và Siêu cúp châu Âu 2023.

## Thông tin trận đấu

### Chi tiết
Đội "nhà" (vì mục đích hành chính) được xác định bằng một lượt bốc thăm bổ sung được tổ chức sau khi bốc thăm tứ kết và bán kết.
| Olympiacos      | 1–0 (s.h.p.) | Fiorentina |
| --------------- | ------------ | ---------- |
| - El Kaabi 116' | Chi tiết     |            |

| Olympiacos | Fiorentina |

| GK                   | 88 | Konstantinos Tzolakis    |      |        |
| RB                   | 23 | Rodinei                  |      |        |
| CB                   | 45 | Panagiotis Retsos        |      |        |
| CB                   | 16 | David Carmo              |      |        |
| LB                   | 3  | Francisco Ortega         |      | 91'    |
| CM                   | 32 | Santiago Hezze           |      |        |
| CM                   | 8  | Vicente Iborra           |      |        |
| RW                   | 56 | Daniel Podence           | 28'  | 106'   |
| AM                   | 6  | Chiquinho                |      | 77'    |
| LW                   | 7  | Kostas Fortounis (c)     |      | 73'    |
| CF                   | 9  | Ayoub El Kaabi           | 117' | 120+2' |
| Thay thế:            |    |                          |      |        |
| GK                   | 1  | Alexandros Paschalakis   | 95'  |        |
| GK                   | 99 | Athanasios Papadoudis    |      |        |
| DF                   | 18 | Quini                    |      | 91'    |
| DF                   | 27 | Omar Richards            |      |        |
| DF                   | 65 | Apostolos Apostolopoulos |      |        |
| DF                   | 74 | Andreas Ndoj             |      |        |
| MF                   | 5  | André Horta              |      | 77'    |
| MF                   | 15 | Sotiris Alexandropoulos  |      |        |
| MF                   | 19 | Georgios Masouras        |      | 106'   |
| MF                   | 20 | João Carvalho            |      |        |
| FW                   | 11 | Youssef El-Arabi         |      | 120+2' |
| FW                   | 22 | Stevan Jovetić           | 94'  | 73'    |
| Huấn luyện viên:     |    |                          |      |        |
| José Luis Mendilibar |    |                          |      |        |

| GK                | 1  | Pietro Terracciano    |     |      |
| RB                | 2  | Dodô                  |     |      |
| CB                | 4  | Nikola Milenković     |     |      |
| CB                | 28 | Lucas Martínez Quarta | 42' |      |
| LB                | 3  | Cristiano Biraghi (c) | 99' | 106' |
| CM                | 6  | Arthur                |     | 74'  |
| CM                | 38 | Rolando Mandragora    |     |      |
| RW                | 10 | Nicolás González      |     | 106' |
| AM                | 5  | Giacomo Bonaventura   |     | 82'  |
| LW                | 99 | Christian Kouamé      | 79' | 82'  |
| CF                | 20 | Andrea Belotti        |     | 59'  |
| Thay thế:         |    |                       |     |      |
| GK                | 53 | Oliver Christensen    |     |      |
| DF                | 16 | Luca Ranieri          |     | 106' |
| DF                | 22 | Davide Faraoni        |     |      |
| DF                | 33 | Michael Kayode        |     |      |
| DF                | 65 | Fabiano Parisi        |     |      |
| MF                | 8  | Maxime Lopez          |     |      |
| MF                | 19 | Gino Infantino        |     |      |
| MF                | 32 | Alfred Duncan         |     | 74'  |
| MF                | 72 | Antonín Barák         |     | 82'  |
| FW                | 9  | Lucas Beltrán         |     | 106' |
| FW                | 11 | Jonathan Ikoné        |     | 82'  |
| FW                | 18 | M'Bala Nzola          |     | 59'  |
| Huấn luyện viên:  |    |                       |     |      |
| Vincenzo Italiano |    |                       |     |      |

| Trợ lý trọng tài: Paulo Soares (Bồ Đào Nha) Pedro Ribeiro (Bồ Đào Nha) Trọng tài thứ tư: Glenn Nyberg (Thụy Điển) Trợ lý trọng tài dự bị: Mahbod Beigi (Thụy Điển) Trợ lý trọng tài video: Tiago Martins (Bồ Đào Nha) Trợ lý Tổ trợ lý trọng tài video: Christian Dingert (Đức) Hỗ trợ Trợ lý trọng tài video: Marco Fritz (Đức) | Luật trận đấu - 90 phút thi đấu chính thức - 30 phút của hiệp phụ nếu tỷ số hòa sau thời gian thi đấu chính thức - Loạt sút luân lưu nếu tỷ số vẫn hòa sau hiệp phụ - Mỗi đội có 12 cầu thủ dự bị - Mỗi đội thay tối đa 5 cầu thủ, với cầu thủ thứ sáu được phép thay ở hiệp phụ |